# Emilien Diard-Detœuf
Emilien Diard-Detœuf est un metteur en scène, comédien et auteur français. Il est également cofondateur et codirecteur du Nouveau Théâtre Populaire depuis 2009, et administrateur depuis 2025.

## Biographie
Il a été formé au Conservatoire national supérieur d'art dramatique, en 2014.
En 2009, avec dix autres personnes (Pauline Bolcatto, Valentin Boraud, Julien Campani, Léo Cohen-Paperman, Clovis Fouin, Sophie Guibard, Lazare Herson-Macarel, Antoine Philippot, Joséphine Serre et Lola Lucas) il crée le Nouveau Théâtre Populaire, inspiré du Théâtre national populaire de Jean Vilar, et, par la même occasion, le festival éponyme.

## Spectacles

### Comédien
- 2014 : Platonov d'Anton Tchekhov, par Benjamin Porée[4].
- 2014 : Berliner Mauer : Vestiges, par Julie Bertin et Jade Herbulot[5].
- 2015 : Le Roi Lear de William Shakespeare, par Olivier Py : Oswald, Bourgogne.
- 2015 : Lear Miniature, par Olivier Py.
- 2017 : Vie et mort de H de Hanokh Levin, par Clément Poirée[6].
- 2018 : Le Cahier noir, de et par Olivier Py : Olivier Py[7].
- 2019 : La Cerisaie d'Anton Tchekhov, par Nicolas Liautard[6].
- 2021 : Les Misérables d’après Victor Hugo par Lazare Herson-Macarel[6].
- 2021 : Le Ciel, la nuit et la fête (Le Tartuffe/Dom Juan/Psyché), d'après Molière, par le Nouveau Théâtre Populaire.
- 2023 : Ma jeunesse exaltée de et par Olivier Py[8].
- 2024 : Notre Comédie humaine, trilogie d’après Balzac, par le Nouveau Théâtre Populaire (Emilien Diard-Detœuf, Léo Cohen-Paperman, et Lazare Herson-Macarel) : Blondet.
- 2025 : Peer Gynt d'Ibsen, par Olivier Py.

### Metteur en scène
- 2013 : Le Cercle de craie caucasien de Bertolt Brecht.
- 2014 : La vie treshorrificque du grand Gargantua d'après Rabelais.
- 2021 : Le Ciel, la nuit et la fête (Le Tartuffe/Dom Juan/Psyché) – Dom Juan de Molière.
- 2024 : Notre Comédie humaine – Les belles illusions de la jeunesse, d’après Balzac.

### Auteur
- Honoré, vie Balzacienne, 2018[9].
- Génération Mitterrand, 2022, texte co-écrit par Léo Cohen-Paperman et Emilien Diard-Detœuf.

## Filmographie

### Cinéma
- 2017 : Bonne Pomme de Florence Quentin : le livreur.
- 2018 : Un peuple et son roi de Pierre Schoeller : le duc de Lévis.
- 2019 : Curiosa de Lou Jeunet : Jean de Tinan.
- 2024 : Le Molière imaginaire d'Olivier Py : Charles Varlet de La Grange.

### Télévision
- 2014 : Fais pas ci, fais pas ça (Saison 7)
- 2016 : Trepalium
- 2020 : Le Bureau des légendes (Saison 5) : André.
- 2022 : Oussekine : Philippe, substitut du procureur.
- 2022 : Tout va bien
- 2025 : La Rebelle : Les Aventures de la jeune George Sand : Sainte-Beuve.